# Distretto di Jablonec nad Nisou
Il distretto di Jablonec nad Nisou (in ceco okres Jablonec nad Nisou) è un distretto della Repubblica Ceca nella regione di Liberec. Il capoluogo di distretto è la città di Jablonec nad Nisou.

## Geografia antropica
Il distretto conta 34 comuni:

### Città
- Desná
- Jablonec nad Nisou
- Lučany nad Nisou
- Rychnov u Jablonce nad Nisou
- Smržovka
- Tanvald
- Velké Hamry
- Železný Brod

### Comuni mercato
- Zásada

### Comuni
- Albrechtice v Jizerských horách
- Bedřichov
- Dalešice
- Držkov
- Frýdštejn
- Janov nad Nisou
- Jenišovice
- Jílové u Držkova
- Jiřetín pod Bukovou
- Josefův Důl
- Koberovy
- Kořenov
- Líšný
- Loužnice
- Malá Skála
- Maršovice
- Nová Ves nad Nisou
- Pěnčín
- Plavy
- Pulečný
- Radčice
- Rádlo
- Skuhrov
- Vlastiboř
- Zlatá Olešnice